# Brachythecium dieckei
Brachythecium dieckei är en bladmossart som beskrevs av Julius Röll 1897. Brachythecium dieckei ingår i släktet gräsmossor, och familjen Brachytheciaceae. Inga underarter finns listade i Catalogue of Life.